# Unió Democràtica de les Illes Balears
Unió Democràtica de les Illes Balears (UDIB) fou un partit polític fundat a Palma el 1977 fundat per democristians de Mallorca, Eivissa i Formentera, propers a l'Equip de la Democràcia Cristiana de Joaquín Ruiz-Giménez Cortés, per tal de concórrer a les eleccions generals espanyoles de 1977. Els caps més visibles foren Joan Casals al Congrés dels Diputats i Ernest Altés Coll al Senat d'Espanya. Només va obtenir 2.946 vots i cap escó. Poc després es va dissoldre i molts dels seus membres s'integraren a la UCD.